# 東京都立城南特別支援学校
東京都立城南特別支援学校（とうきょうとりつ じょうなんとくべつしえんがっこう）は、東京都大田区東六郷二丁目にある公立特別支援学校。肢体不自由者を教育対象とする。

## 学部
- 小学部
- 中学部
- 高等部

## 沿革
- 1969年（昭和44年）1月4日 - 東京都立光明養護学校（現・東京都立光明特別支援学校）にて開校準備
- 1969年（昭和44年）4月19日 - 開校・入学式挙行
- 1970年（昭和45年）4月7日 - 等部設置
- 2008年（平成20年）4月1日 - 校名を「東京都立城南特別支援学校」に変更

## 交通
- 京急本線雑色駅